# Studienseminar St. Michael (Traunstein)
Das Studienseminar St. Michael ist ein Internat der Erzdiözese München und Freising. Das Jungeninternat befindet sich in Traunstein im Chiemgau und umfasst ein Gelände von 44.000 m². Die Seminaristen können aus vier Schultypen wählen (Gymnasium, private Wirtschaftsschule, Realschule, Fachoberschule). Bekanntester Schüler des Studienseminars ist Papst Benedikt XVI.

## Geschichte der Institution
Das Haus wurde 1929 als Erzbischöfliches Studienseminar St. Michael durch den Münchener Erzbischof Kardinal Michael von Faulhaber gegründet, um in verstärktem Maße Jungen aus dem Chiemgau für den Priesterberuf zu gewinnen. In den ersten Jahren besuchten jedes Schuljahr um die 120 Schüler das Seminar. Während des Zweiten Weltkriegs wurde das Haus beschlagnahmt und verschiedenen Verwendungszwecken zugeführt, u. a. wurden darin ein Lazarett und ein Lager für Bessarabiendeutsche eingerichtet. Der Seminarbetrieb konnte nur provisorisch aufrechterhalten werden, indem die Schüler in verschiedenen kirchlichen Häusern und privaten Unterkünften der Region untergebracht wurden. 1941 sah sich die Leitung des Seminars trotz langjährigem Widerstand gezwungen, ihre Schüler zur Zwangs-HJ („Allgemeine“ Hitlerjugend) anzumelden; bis zu diesem Zeitpunkt hatte sich hierzu kein Seminarist freiwillig gemeldet (Aufgrund einer Verordnung zum HJ-Gesetz bestand seit 1939 eine „Dienstpflicht“ für alle sogenannten „arischen“ männlichen Jugendlichen. Eine Verweigerung hätte zumindest den weiteren Besuch des staatlichen Gymnasiums stark gefährdet.)
Nach dem Krieg konnte das Gebäude wieder bezogen werden. In der Folge stieg die Seminaristenzahl, bis diese Anfang der 1970er Jahre ein Hoch von über 180 Schülern erreichte. Diese hohe Belegungszahl stand in direktem Zusammenhang mit der Schließung des Knabenseminars in Freising, da hierdurch viele Schüler aus Freising nach Traunstein wechselten. Unter anderem bedingt durch Modernisierungen des Hauses (z. B. Wegfall von Schlafsälen zugunsten von Gruppen- und Einzelzimmern) nahm die Zahl der Seminaristen dann ab und pendelte sich in den 1980er Jahren bei ca. 90 ein. In den 1990er und 2000er Jahren bewegte sich die Zahl der Seminaristen um die 50.  Heute sind es weniger als 50.

## Das Studienseminar heute

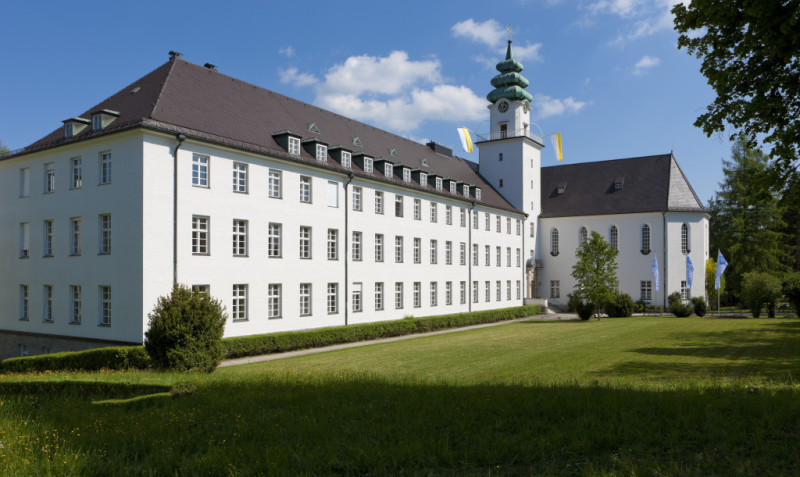
Außenansicht des Seminars

Unter dem Motto „Mit Herz, Hirn und Hand“ verfolgt das Studienseminar seit 2014 eine konsequente Neuausrichtung. Das Angebot richtet sich nun nicht mehr ausschließlich an Gymnasiasten. Jungen ab der 5. Klasse haben die Möglichkeit, aus vier Schultypen zu wählen (Gymnasium, private Wirtschaftsschule, Realschule, Fachoberschule). Mit Lerntypentest, Lernzielvereinbarung, der Einführung individueller Lernmethoden und konkreten Lernhilfen werden die Jungen beim Lernen unterstützt. Zusätzlich werden seit dem Herbst 2015 zertifizierte Zusatzqualifikationen angeboten. IT & Medienkompetenz, Umweltmanagement & Schöpfungsgarten sowie Handwerk & Kunst sind drei Schwerpunkte, die im Internatsalltag als Ausgleich zur „Kopfarbeit“ vermittelt werden.
Eine zeitgemäße, christliche Glaubens- und Werteerziehung soll die ganzheitliche kognitive, soziale und lebenspraktische Persönlichkeitsentwicklung jedes Einzelnen fördern. Dies wird durch umfassende Angebote im schulischen, musischen, handwerklichen und sportlichen Bereich, sowie durch einen strukturierten Tagesablauf mit regelmäßigen Studierzeiten gewährleistet. 
Die Ausrichtung hin zu einem nachhaltigen Internatsbetrieb ist ein zentrales Leitziel von St. Michael.
Heute bietet das Seminar Platz für ca. 40 Jugendliche.
Im November 2019 wurden Pläne bekannt, denen zufolge die Erzdiözese das Seminar in einen Campus St. Michael umgestalten möchte, einen „innovativen christlichen Bildungscampus mit eigenem Profil und überregionaler Ausstrahlung“.

## Seminarkirche
Neben dem Wohntrakt wurde von dem Architekten Georg Berlinger im barockisierenden Stil eine kunsthistorisch bedeutsame Kirche geschaffen, die dem namensgebenden Hl. Michael geweiht ist. 2004 wurde sie grundlegend restauriert und neu eingeweiht. 2011 fiel die Seminarkirche einem Brand zum Opfer, bei dem der barocke Hochaltar, ursprünglich aus Hohenaschau stammend, beschädigt wurde. Dessen Altarblatt schuf der Regensburger Kupferstecher Joachim von Sandrart. Das Altarbild wurde beim Brand zerstört.
Nach seiner Wahl zum Papst stiftete Benedikt XVI. für den Turm der Kapelle die so genannte Papst-Benedikt-Glocke.

### Orgel

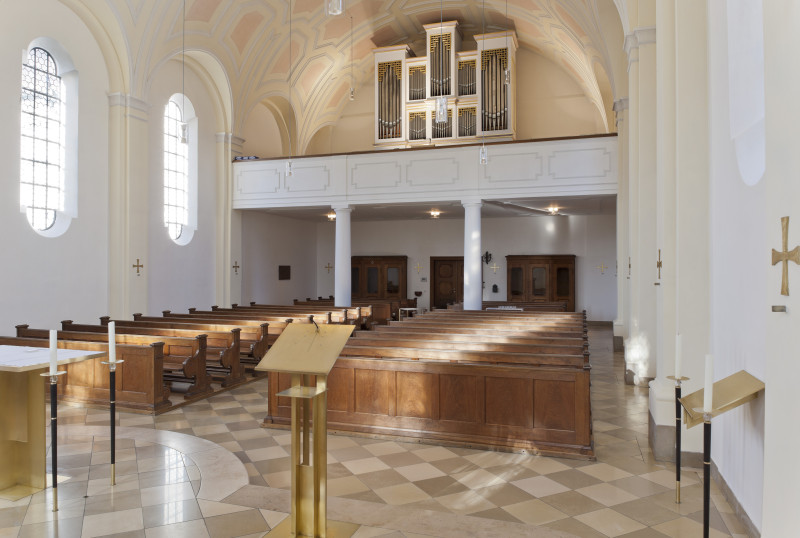
Innenansicht der Kirche

Die Orgel war 1977 ein Geschenk der Erzdiözese München-Freising. Sie hat 18 Registern auf zwei Manualen und Pedal und wurde von Günter Ismayr gebaut. Die Disposition lautet:
| II Hauptwerk |        |
| Principal    | 8′     |
| Rohrflöte    | 8′     |
| Oktav        | 4′     |
| Nasat        | 2 ⁄3′  |
| Flöte        | 2′     |
| Terz         | 1 3⁄5′ |
| Mixtur IV    | 1 ⁄3′  |

| III Brustwerk |       |
| Gedeckt       | 8′    |
| Metallflöte   | 4′    |
| Prinzipal     | 2′    |
| Quinte        | 1 ⁄3′ |
| Zimbel        | 1⁄2′  |
| Rohrschalmei  | 8′    |
| Tremulant     |       |

| Pedal       |     |
| Subbaß      | 16′ |
| Oktavbaß    | 8′  |
| Pommer      | 8′  |
| Choralflöte | 4′  |
| Trompete    | 8′  |

- Koppeln: 1. Manual Koppelmanual, II/P, III/P
- Bemerkungen: Schleifladen, mechanische Spieltraktur und mechanische Registertraktur

## Personen
Bis zum Jahr 2015 waren die Direktoren des Studienseminars ausschließlich katholische Priester. Seit 2015 leitet erstmals ein Laie die Einrichtung. Gemeinsam mit dem Direktor sind mehrere pädagogische Fachkräfte (Präfektinnen und Präfekten) für die Erziehung und die pädagogische Begleitung der Seminaristen verantwortlich. Darüber hinaus ist ein Musikpräfekt für das musikalische Leben (Chor, Bläserensemble und Kirchenmusik) zuständig.
Seminardirektoren:
- 1929–1958: Johann Ev. Mair
- 1958–1970: Max Kolbeck
- 1970–1975: Konrad Huber
- 1975–1985: Engelbert Siebler (anschließend Weihbischof in München)
- 1985–1997: Werner Eichinger
- 1997–2006: Thomas Frauenlob
- 2006–2015: Markus Moderegger
- seit 2015: Wolfgang Dinglreiter

Bekannte ehemalige Schüler des Seminars:
- Joseph Ratzinger (Papst Benedikt XVI.)
- Georg Ratzinger (Domkapellmeister in Regensburg)
- Hans Leitner (ehemaliger Domorganist in München)
- Bernhard Haßlberger (Weihbischof des Erzbistums München und Freising)
- Josef Brandner (Priester und Autor)
- Alois Baumgartner (Theologe)

## Sonstiges
In seinen Erinnerungen schildert Josef Ratzinger auch seine Zeit im Traunsteiner Seminar, als er „in einem Studiersaal mit etwa sechzig anderen Buben eingefügt“ worden sei. Diese Situation sei für ihn „eine Folter“ gewesen, „in der mir das Lernen, das mir vorher so leicht gewesen war, fast unmöglich schien.“
Das Studienseminar St. Michael ist heute das letzte bischöflich getragene Internat seiner Art in Deutschland.
Entgegen der landläufigen Meinung handelt es sich beim Studienseminar St. Michael um kein Priesterseminar, sondern um eine katholische Bildungseinrichtung für Jungen, die zum Erwerb der allgemeinen Hochschulreife führen soll.
Die im Jahr 2012 sanierte Turnhalle und das Hallenbad werden unter anderem von den beiden Gymnasien der Stadt Traunstein und von der DLRG mitbenutzt.